# Муров Аз Терминал
Муров Аз Терминал — мужской волейбольный клуб Азербайджана. Серебряный призёр чемпионата 2023/24, 2024/25.

## Общие сведения
Выступает в Высшей лиге Азербайджана по волейболу.

### Сезон 2023/24
В сезоне 2023/24 завоевал серебряные медали.

### Сезон 2024/25
В сезоне 2024/25 выиграл регулярный сезон. По итогам плей-офф вновь завоевал серебряные медали, уступив в двух финальных матчах «Азеррейл».
Три игрока команды Сеппе Батенс, Алексей Самойленко и Никита Алексеев вошли в «Dream team» (символическую сборную сезона).
В Кубке Азербайджана 2024 дошёл до полуфинала.

## Текущий состав
| №                       | Имя                |
| Центральные блокирующие |                    |
| 6                       | Эльмин Алышанов    |
| 10                      | Мохсен Вазехи      |
| 13                      | Алексей Самойленко |
| Связующие               |                    |
| 3                       | Аблу Амирмехди     |
| 5                       | Дмитрий Емельянов  |
| 8                       | Владислав Жлоба    |
| Диагональные нападающие |                    |
| 5                       | Руслан Алиев       |
| 12                      | Никита Алексеев    |
| Либеро                  |                    |
| 19                      | Кянан Аллахвердиев |
| Доигровщик              |                    |
| 1                       | Вугар Байрамов     |
| 4                       | Сина Асгхарпур     |
| 7                       | Музаффар Фарзалиев |
|                         | Магомед Гасанли    |
| 17                      | Сеппе Батенс       |
| 21                      | Павел Куклинский   |

## Главные тренеры
- Александр Познеков (с 3 сентября 2024)[5][6]

## Достижения
- 2024/25 —
- 2024/25 —